# Anders Prytz
Anders Prytz (15 novembre 1976) è un ex calciatore svedese, di ruolo difensore.

## Carriera

### Club
Prytz iniziò la carriera con la maglia dello Örgryte, per poi passare al GAIS e tornare allo Örgryte. Nel 2007 si trasferì in prestito ai norvegesi del Fredrikstad. Debuttò nella Tippeligaen il 22 aprile, quando fu titolare nel pareggio per 3-3 in casa dello Aalesund. Il 29 aprile segnò la prima rete, nel 2-0 inflitto al Viking.
Tornò allo Örgryte alla fine dell'anno.